# Bruno Röthig
Bruno Röthig (Ebersbach, Saxònia, 1859 - Leipzig, 1931) fou un músic romàntic. Estudià música a Berlín amb diversos professors i el 1899 fou nomenat cantor de l'església de Sant Joan de Leipzig. Va fundar un Quartet vocal de música religiosa, amb el qual va fer diverses gires tant Europa com per Amèrica. És autor de lieder, motets, etc. A més va escriure: Von Kontinent zu Kontinent (1900).